# Мазлово (Московская область)
Мазлово — деревня в Лотошинском районе Московской области России.
Относится к сельскому поселению Микулинское, до реформы 2006 года относилась к Савостинскому сельскому округу.

## География
Расположена в центральной части сельского поселения, на правом берегу реки Руссы, впадающей в Лобь, примерно в 14 км к северу от районного центра — посёлка городского типа Лотошино. Автобусное сообщение с Микулино и Лотошино. Соседние населённые пункты — деревни Савостино и Введенское.

## Исторические сведения
На карте Тверской губернии 1850 года А. И. Менде — Мазалово, на специальной карте Европейской России 1871 года И. А. Стрельбицкого — Мазолово.
По сведениям 1859 года — деревня Судниковского прихода, Микулинской волости Старицкого уезда Тверской губернии в 52 верстах от уездного города, на равнине, при реке Русце и безымянном ручье, с 12 дворами, 8 колодцами и 113 жителями (55 мужчин, 58 женщин).
В «Списке населённых мест» 1862 года Мазалово — владельческая деревня 2-го стана Старицкого уезда по Волоколамскому тракту в город Тверь, при реке Рузце, с 13 дворами и 113 жителями (55 мужчин, 58 женщин).
В 1886 году — 29 дворов и 178 жителей (90 мужчин, 88 женщин). В 1915 году насчитывалось 39 дворов.
С 1929 года — населённый пункт в составе Лотошинского района Московской области.

## Население
| 1859 | 1886 | 2002 | 2006 | 2010 |
| ---- | ---- | ---- | ---- | ---- |
| 113  | ↗178 | ↘3   | ↘2   | →2   |